# Origin of Muse
Origin of Muse è la seconda raccolta del gruppo musicale britannico Muse, pubblicata il 6 dicembre 2019 dalla Warner Records e dalla Helium-3.

## Descrizione
Uscito in celebrazione dei vent'anni dell'album di debutto Showbiz, si tratta di un cofanetto contenente materiale fotografico e musicale che spaziano dalla formazione del gruppo fino all'uscita di Origin of Symmetry, con demo di brani inediti o successivamente reincisi (tra cui una prima versione di Plug in Baby datata 1997) fino a varie versioni dal vivo tratte da quel periodo.
Per l'occasione i due album Showbiz e Origin of Symmetry sono presenti in versione rimasterizzata su CD e doppio vinile colorato. Inoltre il cofanetto include il doppio singolo Dead Star/In Your World del 2002 e l'esecuzione integrale di Origin of Symmetry avvenuta nel 2011 al Reading Festival.

## Tracce
Testi e musiche di Matthew Bellamy, eccetto dove indicato.
CD 1 – Newton Abbot Demos
1. Cave – 4:53
2. Rain – 4:32
3. Agitated – 3:15
4. Crazy Days – 4:33
5. Coma – 3:33
6. Connect the Kettle Lead – 2:25
7. Balloonatic – 3:01
8. Boredom – 4:43
9. Sober – 4:11
10. Jimmy Kane – 3:11
11. Ashamed – 4:41
12. Plug in Baby – 2:46
13. Earthquake – 3:37
14. Good News – 3:43
15. Overdue – 3:27

CD 2 – The Muse EPs + Showbiz Demos
1. Overdue – 4:11
2. Cave – 4:44
3. Coma – 3:36
4. Escape – 3:19
5. Muscle Museum – 4:18
6. Sober – 4:02
7. Uno – 3:40
8. Unintended – 3:57
9. Pink Ego Box – 3:30
10. (Muscle Museum) #2 – 1:22
11. Showbiz (Live, Samwills Studios, 1998) – 4:19
12. Do We Need This (Live, Samwills Studios, 1999) – 4:24
13. Sunburn (Live, Fortress Studios, 1998) – 3:50
14. Overdue (Live, Fortress Studios, 1998) – 2:34
15. Uno (Alternate Version, Rak Studios, 1999) – 3:33

CD 3/LP 1+2 – Showbiz
1. Sunburn – 3:54
2. Muscle Museum – 4:23
3. Fillip – 4:01
4. Falling Down – 4:33
5. Cave – 4:46
6. Showbiz – 5:18
7. Unintended – 3:57
8. Uno – 3:39
9. Sober – 4:04
10. Spiral Static (Bonus Track) – 4:46
11. Escape – 3:32
12. Overdue – 2:26
13. Hate This & I'll Love You – 5:14

CD 4 – Showbiz B-Sides
1. Recess (Unreleased Alternate Version, Trident Studios, 1999) – 4:18
2. Jimmy Kane – 3:27
3. Forced In – 5:09
4. Agitated – 2:23
5. Twin – 3:15
6. Host – 4:12
7. Do We Need This? – 4:17
8. Con-Science – 4:52
9. Minimum – 2:45
10. Ashamed – 3:52
11. Yes Please – 3:08
12. Recess – 3:39
13. Nishe – 2:45

CD 5 – Showbiz Live
1. Uno (Live, The Pyramid Centre, Portsmouth, 1999) – 3:38
2. Cave (Live, The Pyramid Centre, Portsmouth, 1999) – 4:46
3. Muscle Museum (Live, The Pyramid Centre, Portsmouth, 1999) – 4:08
4. Falling Down (Live, The Pyramid Centre, Portsmouth, 1999) – 4:49
5. Fillip (Live, The Pyramid Centre, Portsmouth, 1999) – 4:10
6. Do We Need This (Live, The Pyramid Centre, Portsmouth, 1999) – 5:19
7. Agitated (Live, The Astoria, London, 2000) – 2:57
8. Sunburn (Live, The Astoria, London, 2000) – 4:04
9. Plug in Baby (Live, The Astoria, London, 2000) – 4:17
10. Showbiz (Live, The Astoria, London, 2000) – 6:43
11. Cave (Acoustic Live Demo, Airfield Studios, 1999) – 4:18
12. Muscle Museum (Acoustic Live Demo, Acoustic Live Demo, 1999) – 4:37

CD 6 – Origin of Symmetry Instrumental Demos
1. Micro Cuts – 3:58
2. Feeling Good – 3:15 (Leslie Bricusse, Anthony Newley)
3. Space Dementia – 5:07
4. Hyper Music – 3:08
5. Citizen Erased – 7:14
6. Megalomania – 4:32
7. Screenager – 4:02
8. Shrinking Universe – 3:31
9. Shine – 4:08

CD 7/LP 3+4 – Origin of Symmetry
1. New Born – 6:03
2. Bliss – 4:13
3. Space Dementia – 6:21
4. Hyper Music – 3:22
5. Plug in Baby – 3:39
6. Citizen Erased – 7:18
7. Micro Cuts – 3:38
8. Screenager – 4:20
9. Darkshines – 4:47
10. Feeling Good – 3:18 (Leslie Bricusse, Anthony Newley)
11. Futurism (Bonus Track) – 3:28
12. Megalomania – 4:37

CD 8 – Origin of Symmetry B-Sides
1. Nature 1 – 3:42
2. Execution Commentary – 2:29
3. Bedroom Acoustic – 2:38
4. Shrinking Universe – 3:09
5. Piano Thing – 2:54
6. Map of Your Head – 4:26
7. The Gallery – 3:32
8. Hyper Chondriac Music – 5:30
9. Shine – 3:20
10. Please, Please, Pleae, Let Me Get I Want – 2:00 (Johnny Marr, Morrissey)
11. Dead Star – 3:42
12. In Your World – 2:37
13. Can't Take My Eyes Off You – 3:31 (Bob Gaudio, Bob Crewe)

CD 9 – Origin of Symmetry, Live at Reading Festival
1. New Born – 6:25
2. Bliss – 5:29
3. Space Dementia – 6:28
4. Hyper Music – 3:38
5. Plug in Baby – 4:43
6. Citizen Erased – 7:18
7. Micro Cuts – 3:42
8. Screenager – 3:56
9. Darkshines – 4:06
10. Feeling Good – 3:36 (Leslie Bricusse, Anthony Newley)
11. Megalomania – 4:26

## Classifiche
| Classifica (2019) | Posizione massima |
| ----------------- | ----------------- |
| Belgio (Fiandre)  | 121               |
| Belgio (Vallonia) | 68                |
| Germania          | 48                |
| Irlanda           | 85                |
| Italia            | 100               |
| Paesi Bassi       | 58                |
| Regno Unito       | 70                |
| Spagna            | 55                |
| Svizzera          | 34                |